# M12 (Russland)
Die M12 Wostok (russisch М12 «Восток» für ‚Osten‘) ist eine Fernstraße in Russland. Sie führt aus Moskau heraus in östlicher Richtung durch das Wolgagebiet bei Kasan und dann weiter über Jekaterinburg bis nach Tjumen. Die M12 ist ein Teil des Westeuropa-Westchina-Verkehrskorridors und ein Teil der Europastraßen E22 und E017. Die M12 ist zwischen Moskau und Kasan als Schnellstraße ausgebaut, zwischen Djurtjuli und Atschit als Autobahn. Die Autobahn- und Schnellstraßenabschnitte sind mautpflichtig und werden vom staatlichen Autobahnbetreiber Awtodor verwaltet. Für die übrigen Streckenabschnitte wird keine Maut erhoben. Sie werden von Rosawtodor verwaltet. Die Erhebung der Mautgebühren erfolgt über das Free-Flow-Mautsystem.

## Geschichte
Bereits in den 1950er Jahren hatte die Regierung der Sowjetunion die Idee, eine direkte Straßenverbindung nach Peking zu bauen. Das Projekt wurde jedoch kurze Zeit später auf Eis gelegt, da sich die Beziehungen zwischen der Sowjetunion und der Volksrepublik China in den 1960er Jahren deutlich verschlechterten. Mit der Zunahme des Handels zwischen der Europäischen Union und der Volksrepublik China im Jahr 2008 wurde die Forderung nach dem Bau des Westeuropa-Westchina-Verkehrskorridors lauter. Am 10. Juli 2020 erklärte der russische Ministerpräsident Michail Mischustin bei einem Treffen zum Bau des Westeuropa-Westchina-Verkehrskorridor in Jelabuga, dass die russische Regierung die Ausschreibungsbedingungen und die Höhe der Finanzmittel für den Bau der Schnellstraße M12 zwischen Moskau und Kasan festgelegt habe. Die Ausschreibung für den Bau der Schnellstraße wurde am 27. Juli 2020 veröffentlicht. Am 21. April 2021 kündigte der russische Präsident Wladimir Putin in seiner Rede vor der Föderalversammlung die Verlängerung der M12 von Kasan nach Jekaterinburg an. Am 8. September 2022 wurde das erste Teilstück der neuen Schnellstraße zwischen dem zentralen Autobahnring Moskau und der Ortschaft Orechowo-Sujewo eröffnet. Es folgte die Eröffnung von zwei weiteren provisorischen Abschnitten zwischen Petuschki und Saharowo. Am 8. September 2023, ein Jahr nach der Eröffnung der M12 zwischen dem zentralen Autobahnring Moskau und Orechowo-Sujewo, wurde die M12 von Moskau nach Arsamas für den Verkehr freigegeben. Mit einem Erlass zur Änderung von Nummerierung bestimmter Fernstraßen vom 1. November 2023 wurde die M7 zwischen Kasan und Djurtjuli, die R242 zwischen Atschit und Jekaterinburg sowie die R351 zwischen Jekaterinburg und Tjumen in die M12 umbenannt. So soll die M12 von Moskau bis Tjumen durchgängig befahrbar sein. Am 15. November 2023 wurde der Teilstück zwischen Schumerlja und Korgusa eröffnet. Die Eröffnung der letzten Abschnitte und damit die vollständige Verkehrsfreigabe zwischen Arsamas und Kasan erfolgte am 21. Dezember 2023.
Weitere Abschnitte der M12 wurden am 22. Dezember 2024 in der Nähe von Nischnekamsk und Werchnejarkejewo sowie am 16. Juli 2025 zwischen Djurtjuli und Atschit eröffnet.

## Verkehrsfreigaben
| Datum             | Abschnitt                                                | Länge  |
| ----------------- | -------------------------------------------------------- | ------ |
| 8. September 2022 | 69–90 km (Zentraler Autobahnring Moskau–Orechowo-Sujewo) | 21 km  |
| 14. Oktober 2022  | 182–209 km (Wladimir–Saharowo)                           | 27 km  |
| 13. Dezember 2022 | 124–182 km (Petuschki–Wladimir)                          | 58 km  |
| 8. September 2023 | 27–69 km (Lesnoje–Zentraler Autobahnring Moskau)         | 42 km  |
| 8. September 2023 | 90–124 km (Orechowo-Sujewo–Petuschki)                    | 34 km  |
| 8. September 2023 | 209–442 km (Saharowo–Arsamas)                            | 233 km |
| 15. November 2023 | 614–766 km (Schumerlja–Korgusa)                          | 152 km |
| 21. Dezember 2023 | 442–614 km (Arsamas–Schumerlja)                          | 172 km |
| 21. Dezember 2023 | 766–836 km (Korgusa–Schali)                              | 70 km  |
| 22. Dezember 2024 | 986–1068 km (Kostenejewskoje–Nabereschnyje Tschelny)     | 82 km  |
| 22. Dezember 2024 | 1169–1231 km (Staroje Baissarowo–Djurtjuli)              | 62 km  |
| 16. Juli 2025     | 1211–1486 km (Djurtjuli–Atschit)                         | 275 km |

## Galerie

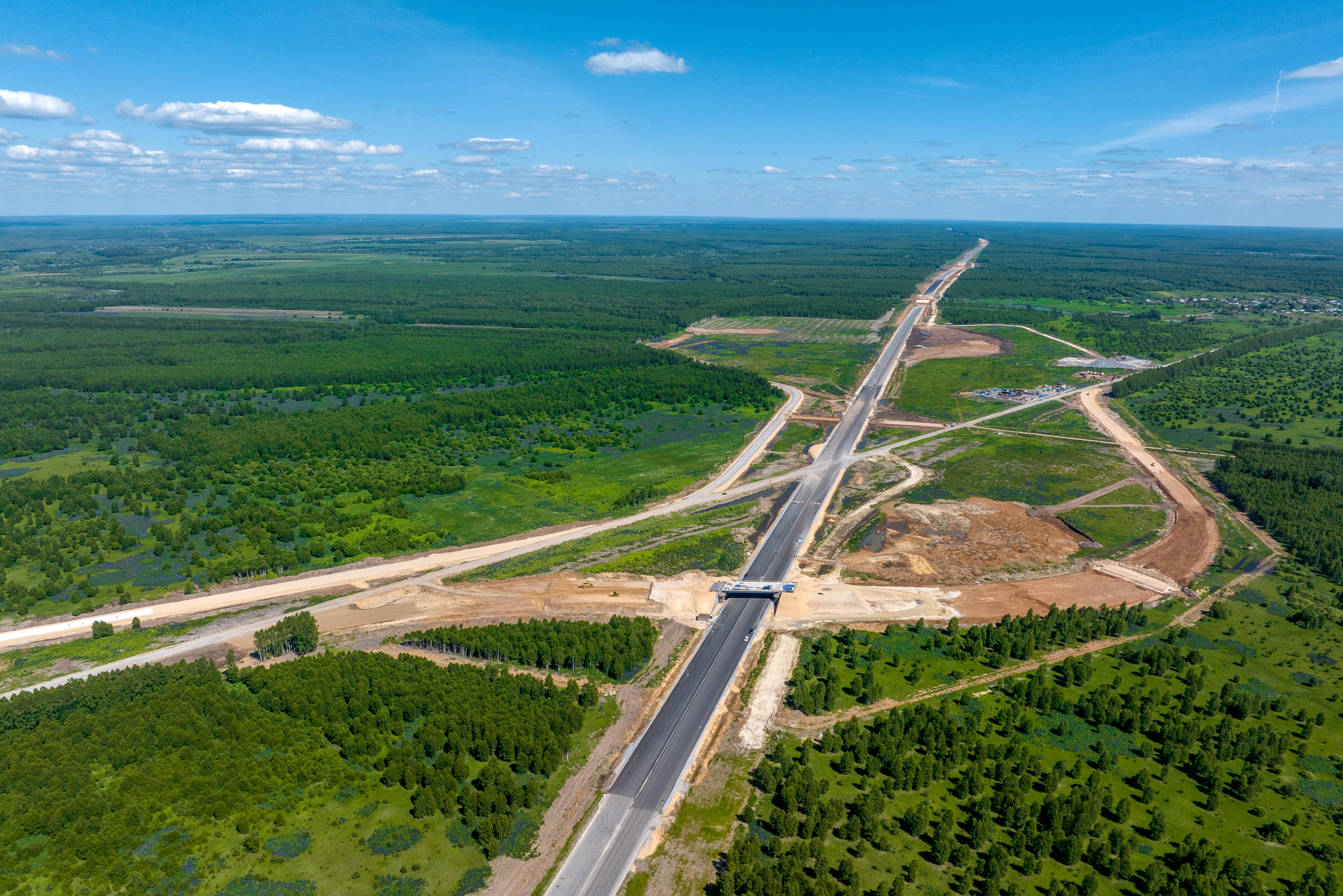
Die im Bau befindliche M12 zwischen Moskau und Kasan (2022)
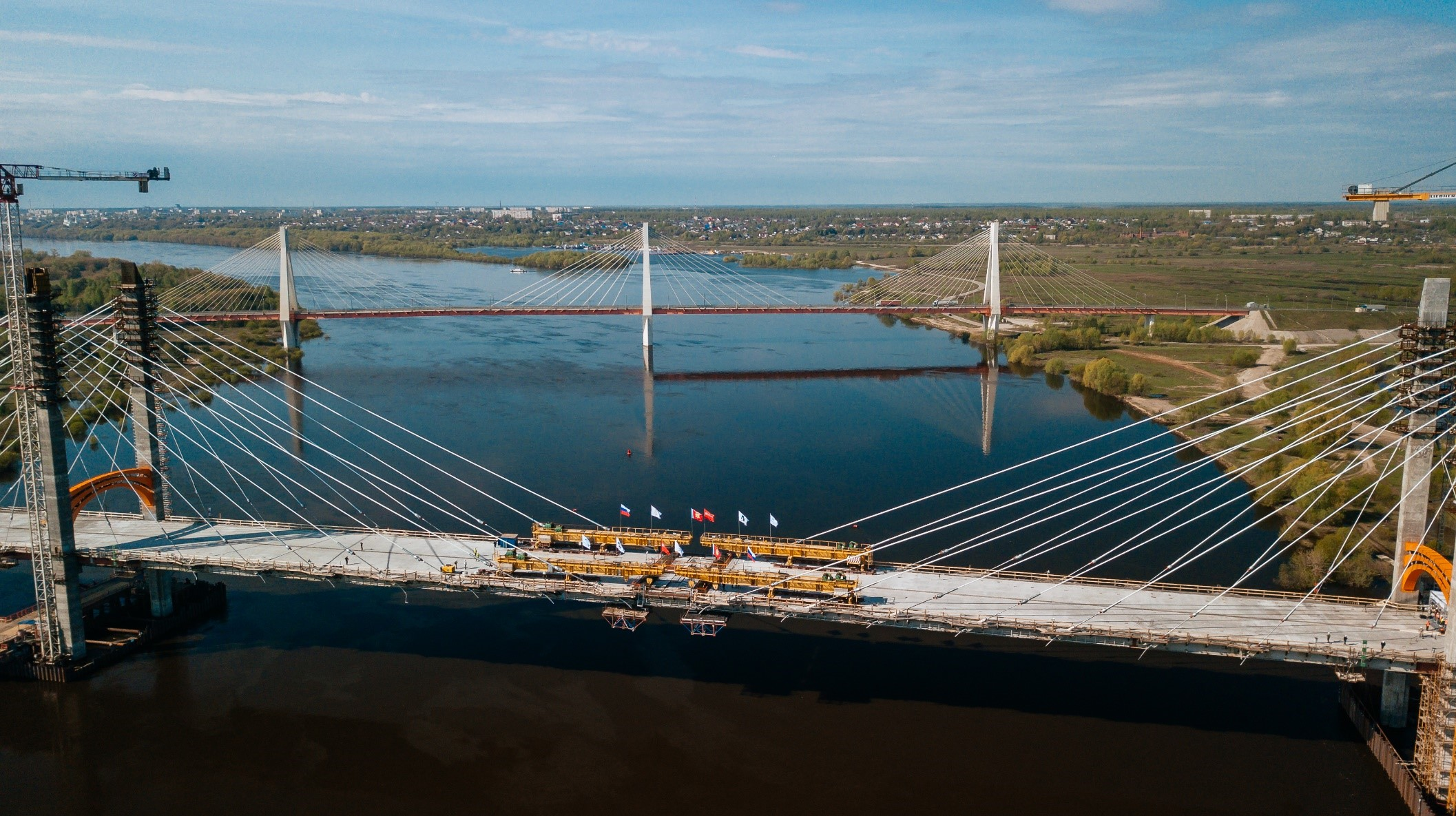
Brückenbau über dem Fluss Oka in der Nähe von Murom (2023)
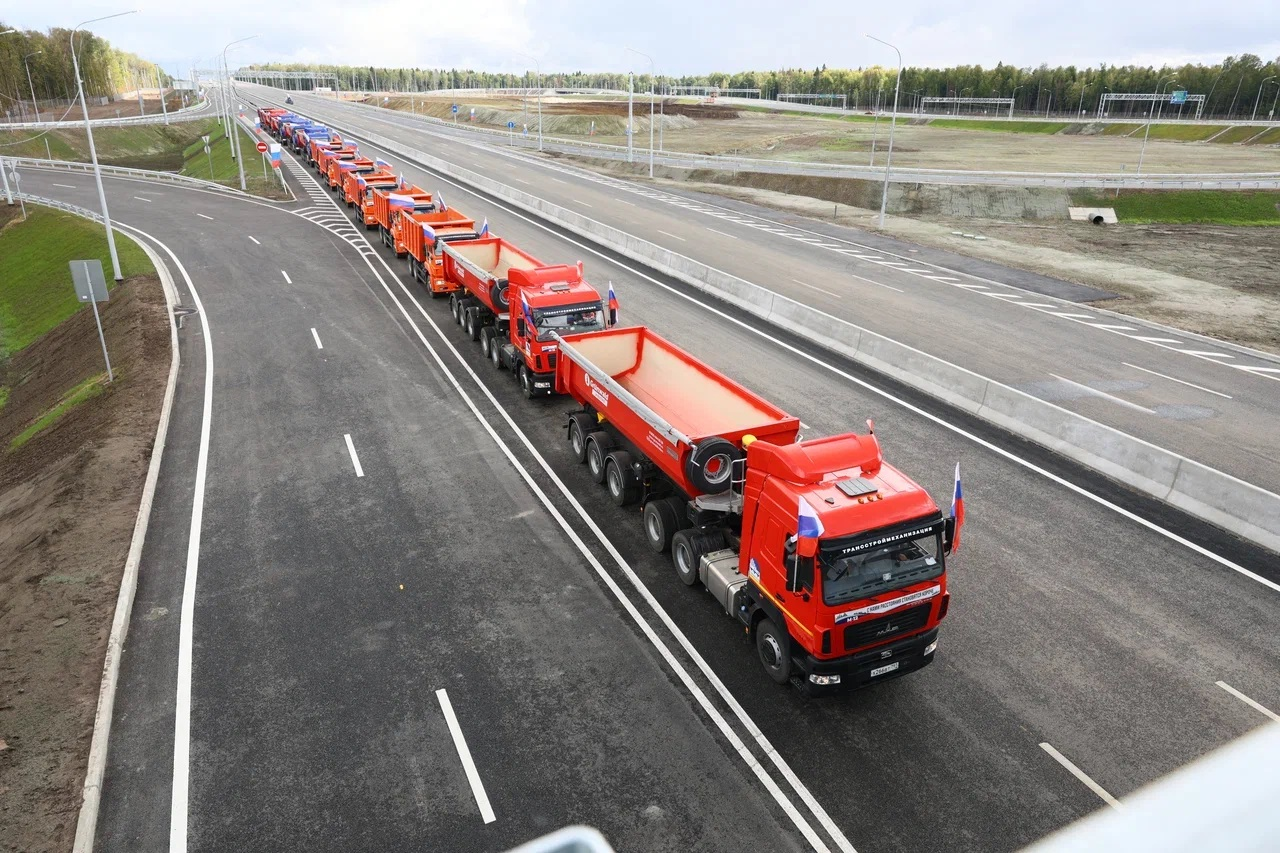
Eröffnung der M12 am 8. September 2022
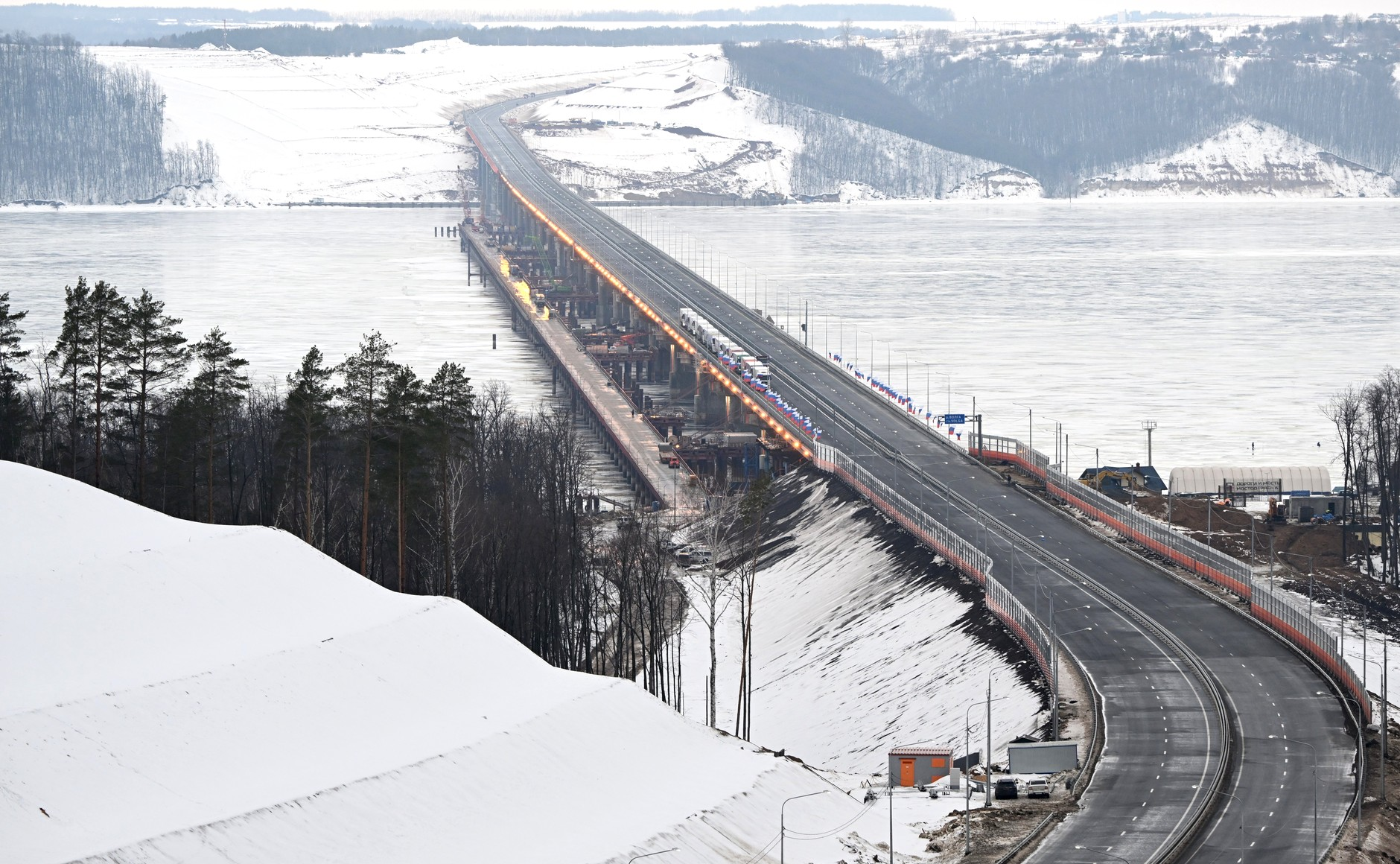
Eröffnung der neuen Wolga-Brücke in Kasan am 21. Dezember 2023